# Platydesmus corzoni
Platydesmus corzoni är en mångfotingart som beskrevs av Chamberlin 1943. Platydesmus corzoni ingår i släktet Platydesmus och familjen Platydesmidae. Inga underarter finns listade i Catalogue of Life.